# 聚爆
《聚爆》是一款由台灣電子遊戲公司雷亞遊戲花費3年半的時間所製作的ARPG遊戲，原本是為了電視主機打造的遊戲，而後更改策略改為在手機平台上製作。2015年7月遊戲下載量已突破300萬。同年的11月，由雷亞遊戲舉辦的特映會上宣布製作前傳動畫並將於Kickstarter展開募資行動。該遊戲於2017年6月宣布將登上Nintendo Switch平台，並於7月6日Nintendo Switch平台發布數位下載版。

## 評價
游戏在西方获得高评价，在Metacritic和GameRankings的汇总得分皆为93%，Touch Arcade以滿分(五星)作為評價。

### 獎項
2015年9月，在Unity Awards入圍了「最佳遊戲表現（Best Gameplay）」與「社群推薦（Community Choice）」兩項目大獎，成為唯一入圍本屆的台灣廠商。同年7月，在巴哈姆特遊戲大賞榮獲「年度國產遊戲銅賞」。同年11月，游戏获得IGN的「月度免费游戏奖」。同年12月，App Store對台灣市場所評榮獲「年度最佳遊戲」大獎。
2016年5月在巴哈姆特遊戲大賞再度榮獲「年度國產遊戲銅賞」。

## 外部連結
- 遊戲官方網站 （页面存档备份，存于）（英文）
- 開發商官網 （页面存档备份，存于）（英文）
- Google Play商店中的《聚爆》
- 苹果App Store中的聚爆
- 聚爆電影官方網頁 （页面存档备份，存于）
- Fandom上的更多相关：《聚爆》（英文）
- Fandom上的更多相关：《聚爆》（中文）